# Vigarano Mainarda
Vigarano Mainarda ist eine Stadt mit 7658 Einwohnern (Stand 31. Dezember 2023) in der Provinz Ferrara im Nordosten Italiens.

## Geographische Lage
Die Stadt liegt 11 km westlich der Provinzhauptstadt Ferrara.
Zu den Ortsteilen (Fraktionen) zählen Vigarano Pieve und Madonna Boschi.
Die Nachbargemeinden sind: Bondeno, Ferrara, Mirabello und Poggio Renatico.

## Geschichte

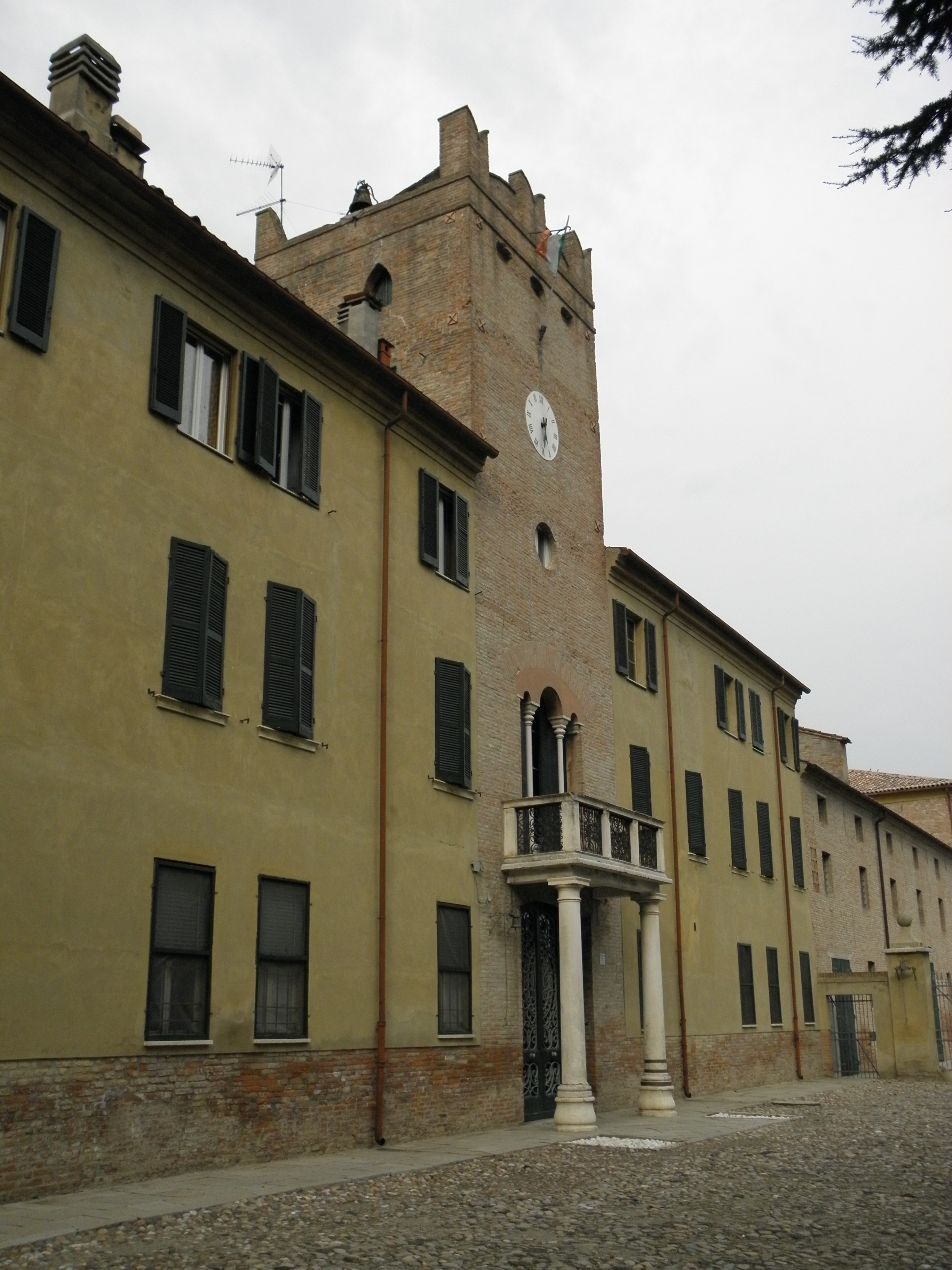
Delizia della Diamantina

Die Gründung der Stadt geht auf das Jahr 1254 zurück. Die Stadt war häufig von Überschwemmungen des Reno betroffen. Die Delizia della Diamantina wurde von den Herzögen von Ferrara und Modena aus dem Hause Este errichtet.
Der am 22. Januar 1910 in der Nähe niedergegangene Vigarano-Meteorit ist nach der Stadt benannt.

## Sehenswürdigkeiten
- Ausstellung Entwicklung der Landwirtschaft im Dorf Diamantina ca. 5 km nördlich der Stadt.

## Persönlichkeiten
- Ugo Savonuzzi (1887–1941), Turner